# Anatol Kocyłowski
Anatol Kocyłowski (ur. 1935 w Niebieszczanach, zm. 23 listopada 2024) – polski choreograf, pedagog, tancerz. W latach 1980–2017 kierownik Zespołu Pieśni i Tańca Nowa Huta.

## Życiorys
W 1953 zdał maturę w Liceum Ogólnokształcącym Męskim w Sanoku. Karierę zaczynał w Zespole Pieśni i Tańca  działającym przy Domu Kultury HiL. Studiował na Akademii Ekonomicznej w Krakowie oraz w  4-letnim Studium Choreograficzne w Warszawie. Podczas studiów tańczył Zespole Pieśni i Tańca Wyższej Szkoły Ekonomicznej w Krakowie, Teatrze Muzycznym i Teatrze im. J. Słowackiego w Krakowie. Pracował jako choreograf w Zespole Tańca Ludowego w Myślenicach, Zespole Tańca Ludowego „Sądeczanie” w Nowym Sączu, Zespole Pieśni i Tańca Uniwersytetu Jagiellońskiego „Słowianki”. W ramach popularyzacji polskiej kultury od 1977 roku współpracował z zespołami polonijnymi takimi jak „Trojak” w Szkocji, „Pieniny” w Belgii, „Carolo” w Belgii, „Juventus” w Brazylii, „Polonia” w  Brazylii, „Rysy” w Szkocji, „Sarabanda” w Belgii, „Olza” w Czechach i  „Kalina” w Brazylii. W 1977, 1989, 1993 i 2008 reżyserował i opracował choreografię koncertów galowych Światowych Festiwali Polonijnych Zespołów Folklorystycznych w Rzeszowie, w 1989 roku VIII Festiwalu Polonijnych Zespołów Folklorystycznych z USA i Kanady w Bostonie, a w 2004 roku koncertu galowego upamiętniającego rocznicę ustanowienia przez Parlament stanu Rio Grandę do Sul w Brazylii Dnia Osadnika Polskiego. Pracował jako wykładowca polskich tańców narodowych w 4-letnim Studium Choreograficznym dla Polonii w Rzeszowie.
W latach 1980–2017 Anatol Kocyłowski był kierownikiem artystycznym i choreografem Zespołu Pieśni i Tańca „Nowa Huta” w Krakowie. Wieloletni ekspert Ministerstwa Kultury, Narodowego Centrum Kultury i Polskiej Sekcji C.I.O.F.F z dziedziny tańca.

## Realizacje
- choreografia do oper „Dydona i Eneasz”, „Così fan tutte”, „Czarodziejski flet”, „Krakowiacy i Górale”, „Napój miłosny”, „Spiskowcy”[5] oraz widowiska plenerowego „Kraju piękny do cudu” w Nowym Sączu (1979)[8];
- choreografia, scenariusz i reżyseria widowisk takich jak „Wianki pod Wawelem” w Krakowie, „600-lecie Uniwersytetu Jagiellońskiego” w Krakowie, „1000-lecie Rycerstwa Polskiego” w Gnieźnie, „Bitwa pod Racławicami”, „Kronika Polska” z okazji przystąpienia Polski do Unii Europejskiej w Krakowie, opera „Halka” na Skałkach Twardowskiego w Krakowie, „Kraków przez wieki” z okazji 750-lecia lokacji Krakowa, balet „Harnasie” z okazji Roku Karola Szymanowskiego[5].

## Nagrody i odznaczenia
- 2014: Nagroda im. Oskara Kolberga[4]
- 2010: Srebrny Medal „Zasłużony Kulturze Gloria Artis”[9]
- 2010: Złoty medal Stowarzyszenia Wspólnota Polska za zasługi w krzewieniu folkloru i kultury polskiej wśród Polonii[9]
- 2010: Medal Senatu RP[9]
- 1988: Krzyż Kawalerski Orderu Odrodzenia Polski[10]